# Chiesa dei Santi Sergio, Serafino e Vincenzo
La Chiesa dei Santi Sergio, Serafino e Vincenzo è una chiesa ortodossa di Milano, vicina al Cordusio. Dipendente dal patriarcato di Mosca, fa parte della chiesa ortodossa russa in Italia e usa la lingua slava ecclesiastica per le proprie celebrazioni. 
La sua facciata è quella della chiesa di San Vincenzino di via Camperi, fondata nel 770 dalla moglie del re longobardo Desiderio, sconsacrata sotto Napoleone e diventata prima studio privato e poi cinema e, infine, abbattuta nel 1964. Gli elementi della facciata furono conservati e portati in via Giulini per essere posti innanzi alla nuova chiesa, insieme a degli affreschi di Aurelio Luini e un Cristo Pantocratore attribuito a Bergognone.
Divenne sede della parrocchia ortodossa nel 1996, con la comunità russa che la prese in affitto e la sistemò per i propri bisogni liturgici, dopo che si era staccata dalla vecchia Chiesa di San Nicola, che aveva rotto la comunione con Mosca per costituire il Santo Sinodo di Milano. La parrocchia venne istituita il 10 novembre 1983 e celebrò la sua prima liturgia divina due anni dopo, il 10 novembre 1985, in una casa privata prima e poi in un appartamento preso in affitto, si trasferirà infine il 1 di giugno del 1996.
Lunga appena sei metri e larga dodici, con una superficie di 72 m² è considerata per questo motivo la chiesa più corta di Milano.